# Пам'ятки археології Дергачівського району
У Дергачівському районі Харківської області на обліку перебуває 39 пам'яток археології.
| № з/п | Охоронний № | Місцезнаходження об'єкту | Назва об'єкту | Дослідник, рік обстеження | Розміри                                      | Кат                 | Рішення Харківського ОВК, накази УКіТ | Охоронна зона: розміри, Рішення Харківського ОВК, накази УКіТ |
| ----- | ----------- | --- | --- | --- | -------------------------------------------- | ------------------- | ------------------------------------- | ------------------------------------------------------------- |
| 1.    | 2548        | м. Дергачі | Поселення скіфського часу. VI—III ст. ст. до н. е.                                                                                       | Дяченко О. Г., к.і.н. 1969 р. | Площа 1800 кв.м                              | Місцева             | № 975 від 18.09.97р.                  |                                                               |
| 2.    | 752         | м. Дергачі, при впадінні у р. Лопань струмка Криниця | Кургани. 70.VI — IV ст. до н. е. | Трефільєв Є. П., археол. 1903 р. | -<<-                                         | № 61 від 25.01.72р. |                                       |                                                               |
| 3     | 753         | м. Дергачі, на південний захід від міста на правому березі р. Лопань | Кургани. 3.III тис. до н. е. — I тис. н. е.                                                                                              | Трефільєв Є. П., археол. 1903 р. | Вис. 1,5-2,0 м                               | -<<-                | -<<-                                  |                                                               |
| 4.    | 2549        | с-ще Березівське Пересічнянської сел/р | Поселення багатошарове: скіфського часу, черняхівської культури та пеньківської культури. VI—III ст. ст. до н. е., II—IV ст., VI—VII ст. | Ляпушкін І. І., д.і.н. 1948 р. | Площа 150х850 м                              | -<<-                | № 975 від 18.09.97р.                  |                                                               |
| 5.    | 751         | с. Дементіївка (с. Лляне) Токарівської с/р, на правому березі р. Прудянки | Поселення черняхівської культури «Лляне». II—IV ст. н. е.                                                                                | Зайцев Б. П., д.і.н., Міхеєв В. К., д.і.н. 1961 р. | Площа 1500х200 м                             | -<<-                | № 61 від 25.01.72р.                   |                                                               |
| 6.    | 749         | с. Куряжанка Солоницівської сел/р, на півн-зах від колишнього монастира | Поселення скіфського часу. VI—IV ст. ст. до н. е.                                                                                        | Федоровський О. С. 1926 р. | Площа не встановлена                         | -<<-                | -<<-                                  |                                                               |
| 7.    | 747         | смт. Пересічна Пересічнянської сел/р, урочище «Курортне» | Поселення двошарове: скіфського часу і черняхівської культури. V—III ст. до н. е., III—IV ст. н. е.                                      | Луцкевич І. Н., археол., 1932 р.,Ляпушкін І. І., д.і.н., 1948 р., Шрамко Б. А., д.і.н. 1951 р. | Площа 700х100 м                              | -<<-                | -<<-                                  |                                                               |
| 8.    | 748         | смт. Пересічна Пересічнянської сел/р, проти села, на правому березі р. Уди | Поселення черняхівської культури. II—IV ст. н. е.                                                                                        | Луцкевич І. Н., археол., 1926 р., Ляпушкін І. І., д.і.н. 1948 р. | Площа 500х200 м                              | -<<-                | -<<-                                  |                                                               |
| 9.    | 750         | с. Подвірки Солоницівської сел/р, на північний захід від села | Поселення двошарове: доби бронзи та скіфського часу. II тис. до н. е., VI—IV ст. до н. е.                                                | Ланде Л. П., археол., 1951 р., Шрамко Б. А., д.і.н. 1952 р. | Площа не встановлена                         | -<<-                | -<<-                                  |                                                               |
| 10.   | 2310        | с. Польова Полівської сел/р | Кургани. 2.III тис. до н. е. — I тис. н. е.                                                                                              | Шрамко Б. А. та інші, 1973 р. | Вис. 1,0 м                                   | -<<-                | № 161 від 18.04.88р.                  |                                                               |
| 11.   | 1661        | с. Протопопівка Протопопівської с/р, на правому березі р. Ольшанки | Поселення скіфського часу. VI—IV ст. ст. до н. е.                                                                                        | Коленче-нко Н. Г., археол. 1973 р.,Бородулін В. Г., археол. 1976 р. | Площа 400х200 м                              | -<<-                | № 13 від 12.01.81р.                   |                                                               |
| 12.   | 1662        | с. Протопопівка Протопопівської с/р, на північ від села | Городище скіфського часу. VI—IV ст. ст. до н. е.                                                                                         | Коленче-нко Н. Г., археол. 1973 р., Бородулін В. Г., археол. 1976 р. | Площа 8 га                                   | -<<-                | № 13 від 12.01.81р.                   |                                                               |
| 13.   | 2126        | с. Протопопівка Протопопівської с/р | Кургани. 23.V — IV ст. до н. е. | Коленче-нко Н. Г., археол., 1973 р., Бородулін В. Г., археол. 1976 р. | Вис. 0,3-0,7 м                               | -<<-                | № 118 від 17.03.86р.                  |                                                               |
| 14.   | 2311        | с. Руська Лозова Русько-Лозівської с/р | Кургани. 3.III тис. до н. е. — I тис. н. е.                                                                                              | Шрамко Б. А. та інші. 1977 р. | Вис. 1,5 м                                   | -<<-                | № 161 від 18.04.88р.                  |                                                               |
| 15.   | 2245        | смт. Слатине Слатинської сел/р | Кургани. 12.III тис. до н. е. — I тис. н. е.                                                                                             | Ревенко В. І., завідувач відділу археології ХНМЦОКС, Пеляшенко К. Ю., спеціаліст відділу археології ХНМЦОКС. 2004 р.                                                                                            | Вис. 0,2-1,4 м                               | -<<-                | № 183 від 20.04.87р.                  |                                                               |
| 16.   |             | С. Березівське Пересічнянської селищної ради Дергачівського району. З заходу неподалік проходить дорога з с. Березівське в сел. Пересічна. | Поселення «Березівське-2» ІІ тис. до н. е. — поч. І тис. до н. е.                                                                        | Задніков С.А ., 2009 р. | 50×50 м                                      | Об'єкт              | Наказ УКіТ № 113/1 від 24.03.10р.     |                                                               |
| 17.   |             | Вул. Сонячна, 4 с. Солоницівка Солоницівської селищної ради Дергачівського р-ну. Поселення розташоване в зоні індивідуальної житлової забудови і межує: з півдня та півночі — з приватними садибами, зі сходу — кладовищем, із заходу — проїжджою частиною вул. Сонячної. | Поселення «Солоницівка, вул. Сонячна» V-ІІІ ст. до н. е.                                                                                 | Окатенко В. М., 2009 р. | 150×150 м                                    | Об'єкт              | Наказ УКіТ № 113/1 від 24.03.10р.     |                                                               |
| 18.   |             | Вул. 50-річчя ВЛКСМ в м. Дергачі Дергачівського району. Поселення розташоване в західній частині м. Дергачі в зоні житлової та промислової забудови. З півночі неподалік розташований багатоповерховий будинок. Зі сходу та півдня ділянка примикає до території Електричної підстанції. З заходу проходить проїжджа частина вул. 50-річчя ВЛКСМ. | Поселення «Дергачі, вул. 50-річчя ВЛКСМ» V—VII ст.                                                                                       | Задніков С. А., 2009 р. | 50×100 м                                     | Об'єкт              | Наказ УКіТ № 113/1 від 24.03.10р.     |                                                               |
| 19.   |             | Вул. Мирна, с. Черкаська Лозова Черкасько-Лозівської сільської ради. Поверхня поселення має невеликий ухил на північ. З заходу протікає р. Лозовенька. | Поселення «Черкаська Лозова-4» ІІІ-V ст. н. е.                                                                                           | Окатенко В. М., Пеляшенко К. Ю., 2009 р. | 350×100 м                                    | Об'єкт              | Наказ УКіТ № 113/1 від 24.03.10р.     |                                                               |
| 20.   |             | Вул. Перемоги та Лісна, с. Черкаська Лозова, Дергачівський район. Поселення розташоване на північно-східній околиці с. Черкаська Лозова. | Поселення «Черкаська Лозова-5» V-ІІІ ст. до н. е.                                                                                        | Окатенко В. М., Пеляшенко К. Ю., 2009 р. | 200×100 м                                    | Об'єкт              | Наказ УКіТ № 113/1 від 24.03.10р.     |                                                               |
| 21.   |             | Вул. Світла, с. Черкаська Лозова Черкасько-Лозівської с.р. Дергачівського р-ну. З півдня поселення знаходиться невеликий рівчак. Інші межі поселення нез'ясовані у зв'язку із інтенсивною забудовою мікрорайону. | Поселення «Черкаська Лозова-7» ХІІ — VIII ст. до н. е.                                                                                   | Задніков С. А., 2009 р. | 200×100 м                                    | Об'єкт              | Наказ УКіТ № 113/1 від 24.03.10р.     |                                                               |
| 22.   |             | Вул. Гієвка, с. Польова Полівської с.р., Дергачівського р-ну. Поселення розташоване південній околиці села. | Поселення «Польова, вул. Гієвка» V-ІІІ ст. до н. е.                                                                                      | Пеляшенко К. Ю., 2009 р. | 50×100 м                                     | Об'єкт              | Наказ УКіТ № 113/1 від 24.03.10р.     |                                                               |
| 23.   |             | Поселення розташовано в районі вул. Шевченка, вул. Леніна, вул. Кірова в с. Безруки, Дергачівського району. Земельна ділянка, на якій виявлено поселення, знаходиться в с. Безруки, в зоні житлової індивідуальної забудови. З півночі та півдня проходять проїзні частини вулиць. З заходу та сходу знаходяться приватні будинки. | Поселення «Безруки, вул. Шевченка». ІІІ-V ст. н. е.                                                                                      | Шрамко І. Б., Задніков С. А., 2009 р. | 200х100 м.                                   | Об'єкт              | Наказ УКіТ № 233/1 від 12.07.10р.     |                                                               |
| 24.   |             | вул. Чапаєва, 55, с. Гуківка, Протопопівська сільська рада, Дергачівського району. Поселення розташовано на південно-західній околиці села у кінці вул. Чапаєва. | Поселення «Гуківка». ІІ тис. до н. е. — поч. І тис. до н. е.                                                                             | Пеляшенко К. Ю., 2009 р. | 200×100м                                     | Об'єкт              | Наказ УКіТ № 233/1 від 12.07.10р.     |                                                               |
| 25.   |             | вул. Жовтневої Перемоги, 4-А, м. Дергачі, Дергачівський район. Поселення розташовано на західній околиці міста Дергачі (500—700 м північніше автодороги до с. Польова). | Поселення скіфської доби «Дергачі, вул. Жовтневої Перемоги». V-ІІІ ст. до н. е.                                                          | Пеляшенко К. Ю., 2009 р. | 150х100 м.                                   | Об'єкт              | Наказ УКіТ № 233/1 від 12.07.10р.     |                                                               |
| 26.   |             | Територія Русько-Лозівської сільської ради Дергачівського району. Одиночний курган знаходиться в 800—1000 м від південно — східній околиці (територія Молочно-товарної ферми) с. Руська Лозова. Курган знаходиться на території поля та щорічно розорюється. На схід від кургану проходить ґрунтова дорога. Крізь курган проходить ЛЕП. Курган прив'язано до мирової системи координат GPS (система координат WGS-84). Для застосування було використано прилад Magellan Explorist 100. Курган має координати 50°07.538 північної широти, 036°15.587 східної довготи. | Курган III тис. до н. е. — I тис. н. е.                                                                                                  | Шрамко Б. А., Михеев В. К., Грубник-Буйнова Л. П. Задніков С. А., 1977 р., 2009 р. | Висота кургану — 2 м, діаметр насипу — 60 м. | Об'єкт              | Наказ УКіТ № 233/1 від 12.07.10р.     |                                                               |
| 27.   |             | с. Лужок Малоданилівської селищної ради Дергачівського району. Поселення розташоване на західній околиці с. Лужок. Координати шурфу, в якому зафіксовано наявність культурного шару, в системі WGS-84: 50°05.010 північної широти, 036°07.463 східної довготи. | Поселення «Лужок-2». V-ІІІ ст. до н. е.                                                                                                  | Задніков С. А., 2009 р. | 100х50м                                      | Об'єкт              | Наказ УКіТ № 233/1 від 12.07.10р.     |                                                               |
| 28.   |             | вул. Межева, Малоданилівська селищна рада Дергачівського району. Поселення розташоване на схід від сел. Мала Данилівка. На схід від поселення проходить кільцева дорога. На заході протікає р. Лозовенька. На півночі та півдні розташовані приватні садиби. За даними GPS поселення має такі координати: східний кут (заходить на ділянку, що відводиться) — 50°03.733 північної широти та 036°11.530 східної довготи (точність 3м). Південний кут поселення має координати 50°03.738 північної широти, та 036°11.480 східної довготи.                               | Поселення «Олексіївське». V-ІІІ ст. до н. е.                                                                                             | Задніков С. А., 2009 р. | 350х200 м.                                   | Об'єкт              | Наказ УКіТ № 233/1 від 12.07.10р.     |                                                               |
| 29.   |             | Малоданилівська селищна рада Дергачівського району. Поселення розташоване на південь від сел. Мала Данилівка, на дюнному підвищенні у заплаві лівого берега р. Лопань. Неподалік від поселення на півночі проходить кільцева дорога. Координати зачистки кар'єру, в якому зафіксовано наявність культурного шару, в системі WGS-84: 50°02.713 північної широти, 036°09.609 східної довготи. | Поселення «Мала Данилівка-Міст». ІІ тис. до н. е. — поч. І тис. до н. е.                                                                 | Задніков С. А., 2009 р. | 150х150 м.                                   | Об'єкт              | Наказ УКіТ № 233/1 від 12.07.10р.     |                                                               |
| 30.   |             | с. Руська Лозова. Русько-Лозівської сільської ради Дергачівського району. Поселення розташовано на схилі невеликого яру. Поверхня поселення має загальний ухил на захід | Поселення. Доби бронзи (культура багатопружкової кераміки). «Руська Лозова-ІІ»                                                           | Задніков С. А.2007 XVII—XV ст. до н. е. | Площа не встановлена                         | Об'єкт              | Наказ УКіТ № 249 від 22.07.08р.       |                                                               |
| 31.   |             | с. Руська Лозова, Русько — Лозівська сільська рада Дергачівського району. Поселення розташоване на південний захід від с. Руська Лозова, на краю невеликого рівчака. | Поселення скіфського часу «Руська Лозова»                                                                                                | Задніков С. А.2007V-ІІІ ст. до н. е. | Площа не встановлена                         | Об'єкт              | Наказ УКіТ № 249 від 22.07.08р.       |                                                               |
| 32.   |             | с. Лужок, Малоданилівська селищна рада, Дергачівський район. Поселення розташоване на правому корінному березі р. Лопань на захід від села. | Поселення скіфського часу «Лужок» | Пеляшенко К. Ю.2007 V-ІІІ ст. до н. е. | 200× 300 м                                   | Об'єкт              | Наказ УКіТ № 249 від 22.07.08р.       |                                                               |
| 33.   |             | с. Дворічний Кут, Полівська сільська рада, Дергачівський район. Поселення тягнеться вздовж першої надзаплавної тераси правого берега р. Уди. З півдня поселення обмежує струмок р. Криворотовки. | Поселення черняхівської культури «Дворічний Кут — 2»                                                                                     | Пеляшенко К. Ю.2007 ІІІ-V ст. н. е. | 100× 600 м                                   | Об'єкт              | Наказ УКіТ № 249 від 22.07.08р.       |                                                               |
| 34.   |             | с. Безруки Безруківської с/ради. 3 кургани, розташовані на північно-східній околиці села | Кургани | Ревенко В. І., завідувач відділу археології ХНМЦОКС, Пеляшенко К. Ю., спеціаліст відділу археології ХНМЦОКС. 2004 р. Енеоліт. Доба бронзи. Скіфський час. Раннє середньовіччя. III тис. до н. е. — I тис. н. е. | вис. 1,0 м                                   | Об'єкт              | Наказ УКіТ № 25 від 02.03.05р.        |                                                               |
| 35.   |             | с. Дементіївка Токарівської с/ради. 1 курган, розташований на захід за 1 км від села | Курган | Бакуменко К. І., ст. науков. співроб. ХНМЦОКС. 2004 р. Енеоліт. Доба бронзи. Скіфський час. Раннє середньовіччя. III тис. до н. е. — I тис. н. е.                                                               | вис. 1,0 м                                   | Об'єкт              | Наказ УКіТ № 25 від 02.03.05р.        |                                                               |
| 36.   |             | с. Кочубеєвка Токарівської с/р. 2 кургани, розташовані на захід за 3 км від села | Кургани | – << – | вис. 0,5-1,0 м                               | Об'єкт              | Наказ УКіТ № 25 від 02.03.05р.        |                                                               |
| 37.   |             | смт. Прудянка Прудянської сел/ради. 1 курган розташований на північ за 1 км від смт | Курган | – << – | вис. 1,2 м                                   | Об'єкт              | Наказ УКіТ № 25 від 02.03.05р.        |                                                               |
| 38.   |             | с. Шаповалівка Прудянської сел/ради. 1 курган, розташований на північ за 0,7 км від села | – << – | – << – | вис. 1,0 м                                   | Об'єкт              | Наказ УКіТ № 25 від 02.03.05р.        |                                                               |
| 39.   |             | Вул. Ю. Деркача, 21, смт. Пересічна, Пересічнянської селищної ради Дергачівського району Харківської області | Поселення «Пересічна-3» | Голубєва І. В., старший науковий співробітник ДП ОАСУ «САС», 2009 ІІ — І тис. до н. е. | Розміри поселення не встановлені             | Об'єкт              | Наказ УКіТ № 142 від 11.04.11р.       |                                                               |
|       |             | | | |                                              |                     |                                       |                                                               |

## Джерело
Лист Харківської Облдержадміністрації на запит ВМ УА від 28 березня 2012. Файли доступні на сайті конкурсу WLM.